# Poseyville
Poseyville és una població dels Estats Units a l'estat d'Indiana. Segons el cens del 2000 tenia 1.187 habitants.

## Demografia
Segons el cens del 2000, Poseyville tenia 1.187 habitants, 458 habitatges, i 315 famílies. La densitat de població era de 694,4 habitants/km².
Dels 458 habitatges en un 34,9% hi vivien nens de menys de 18 anys, en un 57,9% hi vivien parelles casades, en un 9% dones solteres, i en un 31,2% no eren unitats familiars. En el 28,6% dels habitatges hi vivien persones soles el 16,8% de les quals corresponia a persones de 65 anys o més que vivien soles. El nombre mitjà de persones vivint en cada habitatge era de 2,54 i el nombre mitjà de persones que vivien en cada família era de 3,16.
Per edats la població es repartia de la següent manera: un 28,6% tenia menys de 18 anys, un 6,4% entre 18 i 24, un 26% entre 25 i 44, un 19,3% de 45 a 60 i un 19,6% 65 anys o més.
L'edat mediana era de 38 anys. Per cada 100 dones de 18 o més anys hi havia 88,6 homes.
La renda mediana per habitatge era de 37.604$ i la renda mediana per família de 48.417$. Els homes tenien una renda mediana de 34.444$ mentre que les dones 22.292$. La renda per capita de la població era de 18.815$. Entorn del 2,8% de les famílies i el 5,2% de la població estaven per davall del llindar de pobresa.

## Poblacions més properes
El següent diagrama mostra les poblacions més properes.